# Château de l'Afgand
Le château de l'Afgand est un château situé route de l'Afgand, à Spycker près de Brouckerque, à proximité du canal de la Haute Colme.

## Dénomination
Le château tient son nom du lieu-dit où il est installé. En flamand, af signifie « près de » et gand, du latin classique candia ou gandia, issu du gaulois signifie « confluence de cours d'eau ». La première mention du nom du lieu-dit sur la carte daterait de 1908, mais le château existait précédemment.

## Histoire
Le château et son parc ont été construits au XIXe siècle.
Durant la Seconde Guerre mondiale, le château fut un haut lieu de la résistance et l’un des derniers carrés tenus par les défenseurs de la poche de Dunkerque.
Le 20 mai 1940, des soldats anglais installent des projecteurs dans la pâture Verhaghe sur la route de Looberghe et près de l'Afgand.
Le 29 mai 1940 au matin, les Allemands attaquent le château de l'Afgand avec une voiture blindée et des side-cars. Ils sont repoussés par les mitrailleuses du 225e régiment d'infanterie. Ils sont encore repoussés le 30 mai par la 68e division d'infanterie à Spycker et au château de l'Afgand.
Le 2 juin au soir, malgré la résistance du 225e régiment d'infanterie, les Allemands prennent Spycker avec des blindés et de l'artillerie, et capturent le château de l'Afgand par ruse : après avoir franchi la Colme à l'aide d'une péniche, les Allemands attaquent le château par derrière.
Depuis les années 1980, le château abrite un centre équestre. 
De mai à novembre 2015, l'exposition « 4 ans, 11 mois, 5 jours » au Musée portuaire de Dunkerque consacrée à la Seconde Guerre mondiale expose des photos du château.

## Architecture
Le château de l'Afgand était fondé sur 4 étages, il est aujourd'hui fondé sur 1 étage.
En dehors de la bâtisse elle-même, le parc, le portail et le pont de jardin sont les éléments d'intérêt.